# Antonio de Ulloa
Antonio de Ulloa (ur. 12 stycznia 1716 w Sewilli, zm. 3 lipca 1795 w Isla de León) – hiszpański astronom i polityk, członek Królewskiej Szwedzkiej Akademii Nauk.
W towarzystwie Jorge Juana y Santacilia badał kulistość ziemi (1736–1744).
W 1745 wziął go do niewoli kapitan brytyjskiego statku. De Ulloa zrobił wrażenie swą wiedzą w Londynie i został członkiem Royal Society.
W latach 1766–1768 był gubernatorem hiszpańskiej Luizjany.

## Dzieła powstałe we współpracy z Jorge Juanem y Santacilia
- Plan del camino de Quito al río Esmeraldas, según las observaciones astronómicas de Jorge Juan y Antonio de Ulloa (1736–1742)
- Observaciones astronómicas y físicas hechas en los Reinos del Perú (Madrid, 1748)
- Relación histórica del viaje hecho de orden de su Majestad a la América Meridional (Madrid, 1748)
- Disertación Histórica y Geográfica sobre el Meridiano de Demarcación entre los dominios de España y Portugal (1749)
- Noticias Secretas de América, sobre el estado naval, militar y político del Perú y provincia de Quito (1748, opublikowane w Londynie w 1826), publikacja zakazana przez władze hiszpańskie